# Sterley
Sterley település Németországban, Schleswig-Holstein tartományban. Lakosainak száma 932 fő (2023. december 31.).

## Népesség
A település népességének változása:
| Lakosok száma | 907  | 926  | 937  | 920  | 950  | 932  |
|               | 1975 | 2017 | 2019 | 2021 | 2022 | 2023 |